# Mainstation

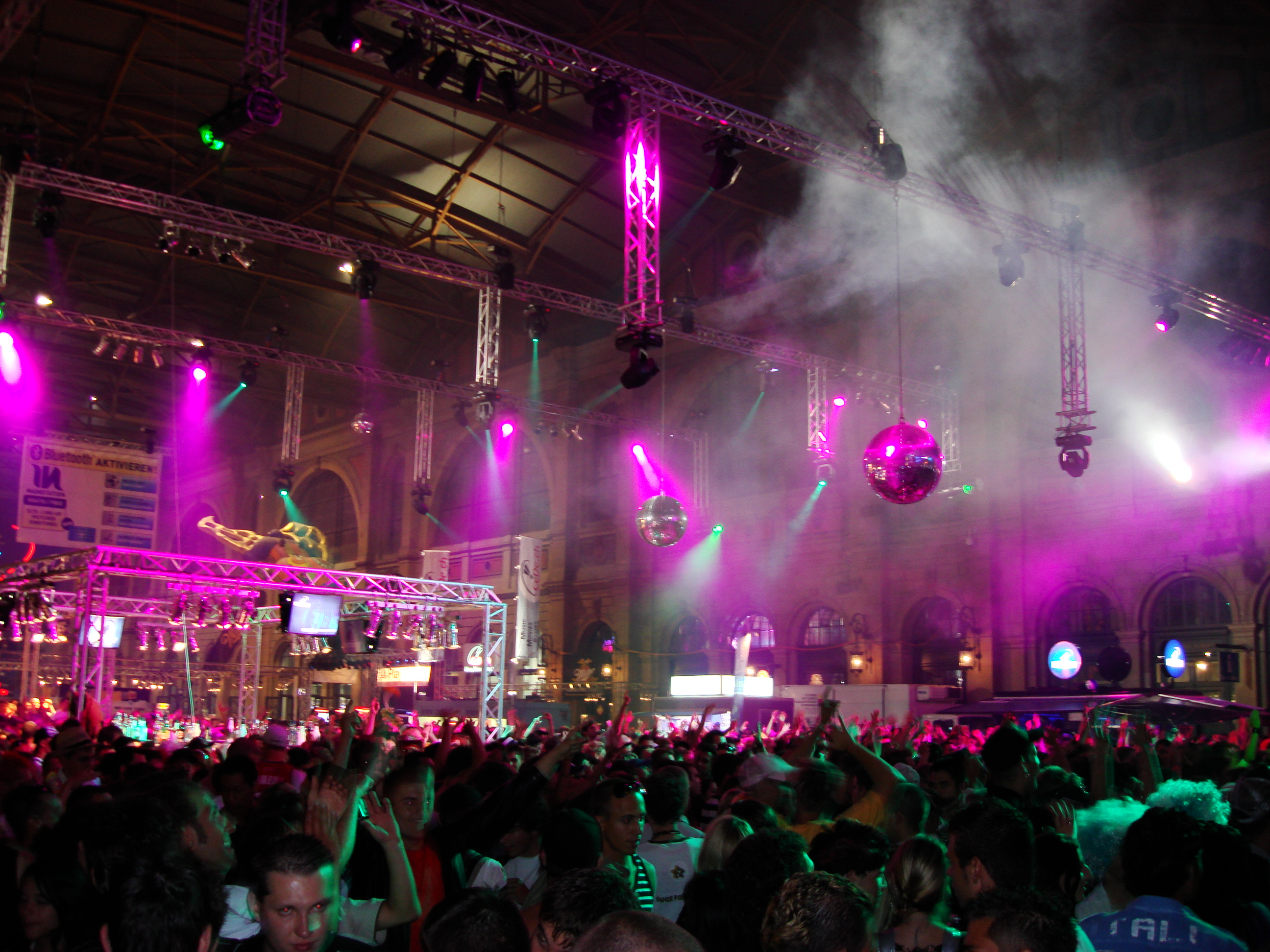
Mainstation 2007

Die Mainstation war eine von 1994 bis 2009 alljährlich parallel zur Street Parade stattfindende Technoparty im Gebäude des Zürcher Hauptbahnhofs. Auf der Mainstation gab es zwei getrennte Bereiche. Der Besuch der Mainstation kostete keinen Eintritt.

## Geschichte
1994 fand die Mainstation zum ersten Mal statt. Sie wurde auf Anregung der SBB ins Leben gerufen, die damit erreichen wollte, dass die mit Sonderzügen ankommenden Menschenmassen möglichst schnell vom Gleisbereich des Bahnhofs weggelotst wurden.
Die Mainstation dauerte länger als die Street Parade. Sie begann bereits um 10 Uhr morgens und dauerte ursprünglich bis 5 Uhr, 2008 und 2009 nur noch bis Mitternacht. 2010 fand keine Mainstation statt.